# Брабазон, Энтони, 8-й граф Мит
Энтони Брабазон, 8-й граф Мит (англ. Anthony Brabazon, 8th Earl of Meath; ок. 1721 — 4 января 1790) — англо-ирландский пэр и политик. Он носил титул учтивости — виконт Брабазон с 1763 по 1772 год.

## Биография
Старший сын Эдварда Брабазона, 7-го графа Мита (ок. 1691—1772), и Марты Коллинз (? — 1762), дочери преподобного Уильяма Коллинза. Он получил образование в Тринити-колледже Дублина.
Энтони Брабазон заседал в Ирландской палате общин от графства Уиклоу с 1745 по 1760 год и от графства Дублин с 1761 по 1772 год. Хранитель рукописей (Custos Rotulorum) графства Уиклоу (1772—1790).
24 ноября 1772 года после смерти своего отца Энтони Брабазон унаследовал титулы 8-го графа Мита (Пэрство Ирландии) и 9-го барона Арди из графства Лаут (Пэрство Ирландии).
Лорд Мит скончался 4 января 1790 года. Ему наследовал его второй сын, Уильяма Брабазон, 9-й граф Мит.

## Семья
20 мая 1758 года Энтони Брабазон женился на Грейс Ли (? — 28 октября 1812), дочери Джона Ли. У супругов было четверо детей:
- Чауорт Брабазон, лорд Брабазон (18 августа 1760 — декабрь 1779)
- Уильям Брабазон, 9-й граф Мит (6 июля 1769 — 26 мая 1797), второй сын и преемник отца, убит на дуэли.
- Леди Кэтрин Брабазон (ок. 1770 — 24 декабря 1847), она вышла замуж за преподобного Фрэнсиса Браунлоу (1779—1847).
- Джон Шамбре Брабазон, 10-й граф Мит (9 апреля 1772 — 15 марта 1851), сменил своего брата.